# فران مارتینز
فران مارتینز (انگلیسی: Fran Martínez؛ زادهٔ ۹ سپتامبر ۱۹۹۵) بازیکن فوتبال اهل اسپانیا است.
از باشگاه‌هایی که در آن بازی کرده‌است می‌توان به باشگاه فوتبال هرکولس اشاره کرد.